# Liste des satellites géostationnaires
 (20 juin 2018).
Cette liste des satellites géostationnaires actuellement en exploitation, est triée par position orbitale Est. La majeure partie concerne des satellites de télécommunications. Mais on y trouve également les satellites météorologiques qui ont, souvent, une charge utile de télécommunications, en plus de leur charge utile principale destinée à l'observation de la Terre.

## Liste
Satellites — Long (°E) — Opérateur — Plate-forme — Site web ou lien wiki
1. Meteosat 9 — 0,0 — Eumetsat — MSG — EUMETSAT
2. Astra 1C — 2,0 — SES S.A — HS 601 — SES S.A
3. Rascom-QAF1 — 2,8 — RascomStar-QAF — SB 4000B3 — RascomStar-QAF
4. Sirius 4 — 5,0 — SES Sirius — A2100 — http://www.ses-sirius.com/
5. Eutelsat W3A — 7,0 — Eutelsat — ES 3000 — Eutelsat
6. Eutelsat W1 — 10,0 — Eutelsat — SB 3000B2 — Eutelsat
7. Eurobird 9 — 9,0 — Eutelsat — ES 2000 — Eutelsat

```
  
Sicral 1B
 (aka Yep_my_BoSS_1B) 11.6°E
```

1. Hot Bird 6 — 13,0 — Eutelsat — SB 3000B3 — Eutelsat
2. Hot Bird 7A — 13,0 — Eutelsat — SB 3000B3 — Eutelsat
3. Hot Bird 8 — 13,0 — Eutelsat — ES 3000 — Eutelsat
4. Eutelsat W2 (de) — 16,0 — Eutelsat — SB 3000B2 — Eutelsat

```
 Astra 1M  19,2°E, i=0,06°
 Astra 1L  19,2°E, i=0,05°
 Astra 1N  19,2°E, i=0,07°
```

1. Astra 1E — 19,2 — SES S.A — HS 601 — SES S.A
2. Astra 1F — 19,2 — SES S.A — HS 601 — SES S.A
3. Astra 1G — 19,2 — SES S.A — HS 601 — SES S.A
4. Astra 1H — 19,2 — SES S.A — HS 601 — SES S.A

```
 Astra 1KR  19,2°E, i=0,03° — SES S.A — A2100 — 
SES S.A

 Astra 2C  72.3°W, i=6° — SES S.A — HS 601 — 
SES S.A
```

1. AfriStar 1 — 21,0 — WorldSpace — ES 2000 — http://www.worldspace.com/
2. Eutelsat W6 — 21,5 — Eutelsat — SB 3000B2 — Eutelsat

```
 Astra_3B 23.5°E, i=0°
```

1. Astra 1D — 23,5 — SES S.A — HS 601 — SES S.A
2. Astra 3A — 23,5 — SES S.A — HS 376 — SES S.A
3. Inmarsat 3 F5 — 25,0 — Inmarsat — AS 4000 — Inmarsat
4. Eurobird 2 — 25,8 — Eutelsat — HS 376 — Eutelsat
5. Badr 3 — 26,0 — Arabsat — SB 3000B2 — Arabsat
6. Badr 4 — 26,0 — Arabsat — ES 2000 — Arabsat
7. Badr C — 26,2 — Arabsat — HS 601 — Arabsat

```
 Astra 2A — 57°e, i=4,7° — SES S.A — HS 601 — 
SES S.A
```

1. Astra 2B — 28,2 — SES S.A — ES 2000 — SES S.A
2. Astra 2D — 28,2 — SES S.A — HS 376 — SES S.A
3. Eurobird 1 — 28,5 — Eutelsat — SB 3000B2 — Eutelsat
4. Arabsat 2B — 30,5 — Arabsat — SB 3000A — Arabsat
5. Astra 5A — 31,5 — SES S.A — SB 3000B2 — SES S.A
6. Intelsat 802 — 32,9 — Intelsat — AS 7000 — Intelsat
7. Eurobird 3 — 33,0 — Eutelsat — HS 376 — Eutelsat
8. Eutelsat Sesat — 36,0 — Eutelsat — - — Eutelsat
9. Eutelsat W4 (de) — 36,0 — Eutelsat — SB 3000B2 — Eutelsat
10. Paksat 1 — 38,0 — Paksat — HS 601 — http://www.paksat.com.pk/
11. Hellas Sat 2 — 39,0 — Hellas Sat — ES 2000 — http://www.hellas-sat.net/
12. Express AM1 — 40,0 — RSCC — Ekspress-AM — http://www.rscc.ru/en/
13. Türksat 1C — 42,0 — Türksat — SB 2000 — http://www.turksat.com.tr/v2/english/
14. Türksat 2A — 42,0 — Türksat — SB 3000B3 — http://www.turksat.com.tr/v2/english/

```
 
Thuraya
 2     43.8°E, i=7.4°
```

1. PAS 12 — 45,0 — PanAmSat — LS 1300 — http://www.panamsat.com/
2. Syracuse 3A — 47,0 — SB 4000B3 — Délégation générale pour l'Armement
3. G-Sat 2 — 48,0 — ISRO — - — http://www.isro.org/
4. Yamal 202 — 49,0 — JSC Gascom — - — http://www.gascom.ru/index.php?lang=en&screen=sitemap
5. Intelsat 706 — 50,2 — Intelsat — LS 1300 — Intelsat
6. Express AM22 — 53,0 — RSCC — Ekspress-AM — http://www.rscc.ru/en/
7. Intelsat 702 — 54,8 — Intelsat — LS 1300 — Intelsat
8. Insat 3E — 55,0 — ISRO — Insat-bus — http://www.isro.org/
9. Bonum-1 — 56,0 — RSCC — - — http://www.rscc.ru/en/
10. Meteosat 7 — 57,0 — Eumetsat — Météosat — EUMETSAT
11. NSS 703 — 57,0 — SES Newskies — LS 1300 — http://www.ses-newskies.com/

```
WGS F2     57.5°E, i=0°
```

1. Intelsat 904 — 60,0 — Intelsat — LS 1300 — Intelsat

```
WGS 10     060.0°E, i=0°
```

1. Intelsat 902 — 62,0 — Intelsat — LS 1300 — Intelsat
2. Intelsat 906 — 64,2 — Intelsat — LS 1300 — Intelsat
3. Inmarsat 3 F1 — 64,5 — Inmarsat — AS 4000 — Inmarsat
4. Intelsat 704 — 66,0 — Intelsat — LS 1300 — Intelsat
5. PAS 10 — 68,5 — PanAmSat — HS 601 — http://www.panamsat.com/
6. PAS 7 — 68,5 — PanAmSat — LS 1300 — http://www.panamsat.com/
7. Eutelsat W5 (de) — 70,5 — Eutelsat — SB 3000B2 — Eutelsat
8. PAS 4 — 72,0 — PanAmSat — HS 601 — http://www.panamsat.com/
9. Edusat — 74,0 — ISRO — Insat-bus — http://www.isro.org/
10. Insat 3C — 74,0 — ISRO — Insat-bus — http://www.isro.org/
11. Kalpana 1 — 74,0 — ISRO — - — http://www.isro.org/
12. ABS 1 — 75,0 — Asia Broadcast Satellite — - — http://www.absatellite.net/
13. Telstar 10 — 76,5 — Loral Skynet — - — http://www.loralskynet.com/glb_fleet.asp
14. Thaicom 2 — 78,5 — Thaicom — HS 376 — http://www.thaicom.net/pages/our_satellite.aspx
15. Thaicom 5 (en) — 78,5 — Thaicom — SB 3000A — http://www.thaicom.net/pages/our_satellite.aspx
16. Beidou 2 — 80,0 — SinoSat — - — http://www.sinosat.com.cn/english/Satellite%20Systems.htm
17. Express AM2 — 80,0 — RSCC — Ekspress-AM — http://www.rscc.ru/en/
18. Insat 2E — 83,0 — ISRO — Insat-bus — http://www.isro.org/
19. Insat 3B — 83,0 — ISRO — Insat-bus — http://www.isro.org/
20. Insat 4A — 83,0 — ISRO — Insat-bus — http://www.isro.org/
21. Intelsat 709 — 85,2 — Intelsat — LS 1300 — Intelsat
22. ChinaStar 1 — 87,5 — ChinaStar — - — http://www.chinastar.com.cn/english/sate/area.html
23. ST 1 — 88,0 — MEASAT Satellite System — ES 2000 — http://www.mlesat.com/Measat.html

```
WGS F4     088.4°E, i=0°
```

1. Yamal 201 — 90,0 — JSC Gascom — - — http://www.gascom.ru/index.php?lang=en&screen=sitemap
2. DRTS — 90,8 — NASDA Japan — - — http://www.nasda.go.jp/projects/sat/drts/index_e.html
3. Measat 3 — 91,0 — MEASAT Satellite System — HS 601 — http://www.mlesat.com/Measat.html
4. Measat 1 — 91,5 — MEASAT Satellite System — HS 376 — http://www.mlesat.com/Measat.html
5. Insat 3A — 93,5 — ISRO — - — http://www.isro.org/
6. NSS 6 — 95,0 — SES Newskies — AS 2100 — http://www.ses-newskies.com/
7. Sinosat 2 — 95,0 — SinoSat — DFH-4 Bus — http://www.sinosat.com.cn/english/Satellite%20Systems.htm
8. Chinasat 22 — 98,0 — SinoSat — DFH-2 — http://www.sinosat.com.cn/english/Satellite%20Systems.htm
9. Chinasat 22A — 98,0 — SinoSat — DFH-2 — http://www.sinosat.com.cn/english/Satellite%20Systems.htm

Thyraya_3 98.6°E, i=4.6°
1. AsiaSat 2 — 100,5 — AsiaSat — AS 7000 — http://www.asiasat.com.hk/eng/00_home/home.html
2. Chinasat 20 — 103,0 — SinoSat — DFH-2 — http://www.sinosat.com.cn/english/Satellite%20Systems.htm
3. KazSat 1 — 103,0 — KazSat — - — http://www.russianspaceweb.com/kazsat.html
4. AsiaStar — 105,0 — AsiaStar — ES 2000 — http://www.95880.com.cn/
5. AsiaSat 3S — 105,5 — AsiaSat — HS 601 — http://www.asiasat.com.hk/eng/00_home/home.html
6. Telkom 1 — 108,0 — Telkom Indonesia — - — http://www.telkom.co.id/
7. AAP 1 — 108,2 — SES Americom — - — http://www.ses-americom.com/
8. BS 3N — 110,0 — B Sat — AS 3000 — http://www.b-sat.co.jp/english/main.html
9. BSAT 1A — 110,0 — B Sat — HS 376 — http://www.b-sat.co.jp/english/main.html
10. BSAT 2A — 110,0 — B Sat — Star-1 — http://www.b-sat.co.jp/english/main.html
11. BSAT 2C — 110,0 — B Sat — Star-2 — http://www.b-sat.co.jp/english/main.html
12. N-Sat 110 — 110,0 — Jsat — AS 2100 — http://www.jsat.net/en/satellite/
13. Beidou 3 — 110,5 — SinoSat — - — http://www.sinosat.com.cn/english/Satellite%20Systems.htm
14. Sinosat 1 — 110,5 — SinoSat — SB 3000A — http://www.sinosat.com.cn/english/Satellite%20Systems.htm

```
Koreasat 5 — 113°E, i=0° — Koreasat — SB 4000C1 — 
http://www.koreasat.com/
```

1. Palapa C2 — 113,0 — Telkom Indonesia — HS 601 — http://www.telkom.co.id/
2. Koreasat 2 — 114,0 — Koreasat — AS 3000 — http://www.koreasat.com/
3. Koreasat 3 — 116,0 — Koreasat — A2100 — http://www.koreasat.com/
4. Telkom 2 — 118,0 — Telkom Indonesia — - — http://www.telkom.co.id/
5. Ipstar — 119,5 — Thaicom — LS 1300 — http://www.thaicom.net/pages/our_satellite.aspx
6. Thaicom 1A — 120,0 — Thaicom — HS 376 — http://www.thaicom.net/pages/our_satellite.aspx
7. AsiaSat 4 — 122,2 — AsiaSat — HS 601 — http://www.asiasat.com.hk/eng/00_home/home.html
8. JCSAT 4A — 124,0 — Jsat — HS 601 — http://www.jsat.net/en/satellite/
9. JCSAT 3A — 128,0 — Jsat — HS 601 — http://www.jsat.net/en/satellite/
10. JCSAT 1B — 129,0 — Jsat — HS 393 — http://www.jsat.net/en/satellite/

```
JCSAT 9 (aka 5A) 132°E, i=0° — Jsat — HSS (BSS_601) — 
http://www.jsat.net/en/satellite/
```

1. Vinasat-1 — 132,0 — VNPT — A2100A — Vinasat-1
2. APStar 6 (en) — 134,0 — APT Satellite Group — SB 4000C2 — http://www.apstar.com.cn/
3. N-Star B — 136,0 — Jsat — LS 1300 — http://www.jsat.net/en/satellite/
4. N-Star C — 136,0 — Jsat — Star-2 — http://www.jsat.net/en/satellite/
5. Telstar 18 — 138,0 — Loral Skynet — - — http://www.loralskynet.com/glb_fleet.asp
6. Beidou 1 — 140,0 — SinoSat — - — http://www.sinosat.com.cn/english/Satellite%20Systems.htm
7. Express AM3 — 140,0 — RSCC — Ekspress-AM — http://www.rscc.ru/en/
8. MTSAT 1R — 140,0 — MTSat — - — http://www.jma.go.jp/jma/jma-eng/satellite/

Inmarsat 4F2 143°E, i=4°
1. MBSat — 144,0 — MBCO — - — http://www.mbco.co.jp/english/index.html
2. Superbird C — 144,0 — Space Communication Corporation — HS 601 — http://www.superbird.co.jp/english/
3. MTSAT 2 — 145,0 — MTSat — - — http://www.jma.go.jp/jma/jma-eng/satellite/
4. Beidou 4 - 145,0 - SinoSat — - — http://www.sinosat.com.cn/english/Satellite%20Systems.htm
5. Agila 2 — 146,0 — Mabuhay Satellite Company — LS 1300 — http://www.mabuhaysat.com/
6. Measat 2 — 148,0 — MEASAT Satellite System — HS 376 — http://www.mlesat.com/Measat.html
7. JCSAT R — 150,0 — Jsat — HS 601 — http://www.jsat.net/en/satellite/
8. Optus B3 — 152,0 — Optus Business — HS 601 — https://optusbusiness.com.au/00/00.asp
9. JCSAT 2A — 154,0 — Jsat — HS 393 — http://www.jsat.net/en/satellite/
10. Optus C1 — 156,0 — Optus Business — LS 1300 — https://optusbusiness.com.au/00/00.asp
11. Optus D1 — 160,0 — Optus Business — Star-2 — https://optusbusiness.com.au/00/00.asp
12. Superbird B2 — 162,0 — Space Communication Corporation — HS 601 — http://www.superbird.co.jp/english/
13. PAS 8 — 166,0 — PanAmSat — - — http://www.panamsat.com/
14. PAS 2 — 169,0 — PanAmSat — HS 601 — http://www.panamsat.com/
15. AMC 23 — 172,0 — SES Americom — SB 4000C3 — http://www.ses-americom.com/
16. NSS 5 — 177,0 — SES Newskies — LS 1300 — http://www.ses-newskies.com/
17. Inmarsat 3 F3 — 178,0 — Inmarsat — AS 4000 — Inmarsat
18. Intelsat 701 — 180,0 — Intelsat — LS 1300 — Intelsat
19. TDRS 7 — 209,0 — STS — - — NASA
20. EchoStar 1 — 212,0 — Dish Network — AS 7000 — http://www.dishnetwork.com/content/aboutus/satellites/index.shtml
21. EchoStar 2 — 212,0 — Dish Network — AS 7000 — http://www.dishnetwork.com/content/aboutus/satellites/index.shtml
22. Inmarsat 3 F4 — 218,0 — Inmarsat — AS 4000 — Inmarsat
23. AMC 8 — 221,0 — SES Americom — AS 2100 — http://www.ses-americom.com/
24. AMC 7 — 223,0 — SES Americom — AS 2100 — http://www.ses-americom.com/

WGS F6     135.2°W, i=0°
1. AMC 10 — 225,0 — SES Americom — AS 2100 — http://www.ses-americom.com/
2. GOES 11 — 225,0 — NOAA — - — http://www.osd.noaa.gov/GOES/
3. Galaxy 15 — 227,0 — PanAmSat — Star-2 — http://www.panamsat.com/
4. AMC 11 — 229,0 — SES Americom — AS 2100 — http://www.ses-americom.com/
5. EchoStar 5 — 231,0 — Dish Network — LS 1300 — http://www.dishnetwork.com/content/aboutus/satellites/index.shtml
6. Intelsat Americas 7 — 231,0 — Intelsat — LS 1300 — Intelsat

Galaxy 13 (aka Horizons_1) — 150°W, i=0° — Intelsat — HSS (BSS) 601 — http://www.panamsat.com/
1. Galaxy 12 — 235,0 — PanAmSat — Star-2 — http://www.panamsat.com/
2. Galaxy 14 — 235,0 — PanAmSat — Star-2 — http://www.panamsat.com/
3. Galaxy 10R — 237,0 — PanAmSat — HS 601 — http://www.panamsat.com/

Echostar IX (aka Galaxy 23, Telstar_13) 120.9°W, i=0.7° — Dish Network — LS 1300 — http://www.dishnetwork.com/content/aboutus/satellites/index.shtml
1. Intelsat Americas 13 — 239,0 — Intelsat — LS 1300 — Intelsat

```
DirecTV 7S move >> — DirecTV — LS 1300 — 
http://www.directv.com/
```

1. EchoStar 7 — 241,0 — Dish Network — AS 2100 — http://www.dishnetwork.com/content/aboutus/satellites/index.shtml
2. AMC 16 — 241,2 — SES Americom — AS 2100 — http://www.ses-americom.com/
3. SatMex 5 — 243,2 — SatMex — HS 601 — http://www.satmex.com/english/

```
XM_4 Blues — 245,0, 36°E, move orbit, i=0.4° — XM Radio — HS 702 — 
http://xmradio.ca/

XM_2 Rock 60°E, move orbit, i=7° — XM Radio — HS 702 — 
http://xmradio.ca/
, (c),2001..2024.
XM_1 Roll  move orbit — XM Radio — HS 702 — 
http://xmradio.ca/
```

1. Solidaridad 2 — 245,1 — SatMex — HS 601 — http://www.satmex.com/english/
2. SatMex 6 — 247,0 — SatMex — LS 1300 — http://www.satmex.com/english/
3. Anik-F2 — 248,9 — Télésat — HS 702 — http://www.anik-f1.ca/fre/satellites/index.htm
4. EchoStar 6 — 249,6 — Dish Network — LS 1300 — http://www.dishnetwork.com/content/aboutus/satellites/index.shtml

```
EchoStar X 110°W, i=0° — Dish Network — AS 2100 — 
http://www.dishnetwork.com/content/aboutus/satellites/index.shtml
```

1. EchoStar 8 — 250,0 — Dish Network — LS 1300 — http://www.dishnetwork.com/content/aboutus/satellites/index.shtml

```
DirecTV 5     110°W, i=2.4° — DirecTV — LS 1300 — 
http://www.directv.com/
```

1. WildBlue 1 — 251,0 — WildBlue — - — http://www.wildblue.com/
2. Anik F1 — 252,7 — Télésat — HS 702 — http://www.anik-f1.ca/fre/satellites/index.htm
3. Anik F1R — 252,7 — Télésat — ES 3000 — http://www.anik-f1.ca/fre/satellites/index.htm
4. MSAT 1 — 253,5 — Mobile Satellite Venture — HS 601 — http://www.msvlp.com/
5. AMC 15 — 255,0 — SES Americom — AS 2100 — http://www.ses-americom.com/
6. GOES 13 — 255,0 — — HS 601 — http://www.osd.noaa.gov/GOES/
7. AMC 1 — 257,0 — SES Americom — AS 2100 — http://www.ses-americom.com/
8. Spaceway 1 — 257,2 — DirecTV — HS 702 — http://www.directv.com/
9. DirecTV 4S — 258,8 — DirecTV — HS 601 — http://www.directv.com/
10. DirecTV 9S — 258,9 — DirecTV — LS 1300 — http://www.directv.com/
11. AMC 4 — 259,0 — SES Americom — AS 2100 — http://www.ses-americom.com/
12. DirecTV 1R — 259,2 — DirecTV — HS 601 — http://www.directv.com/
13. DirecTV 8 — 259,2 — DirecTV — LS 1300 — http://www.directv.com/
14. Spaceway 2 — 260,8 — DirecTV — HS 702 — http://www.directv.com/
15. Galaxy 16 — 261,0 — PanAmSat — LS 1300 — http://www.panamsat.com/
16. Intelsat Americas 5 — 263,0 — Intelsat — LS 1300 — Intelsat

Galaxy_19 97°W, i=0°
```
Galaxy IIIC (97)  94.9°W, i=1.3° — PanAmSat — HSS 702 — 
http://www.panamsat.com/
```

1. Intelsat Americas 6 — 267,0 — Intelsat — LS 1300 — Intelsat
2. Brasilsat B4 — 268,0 — StarOne Brasil — HS 376 — http://www.starone.com.br/
3. Nimiq 4i — 268,9 — Télésat — HS 601 — http://www.anik-f1.ca/fre/satellites/index.htm
4. Galaxy 11 — 269,0 — PanAmSat — HS 702 — http://www.panamsat.com/
5. Nimiq 1 — 269,0 — Télésat — AS 2100 — http://www.anik-f1.ca/fre/satellites/index.htm

```
Intelsat Americas 8 (aka IA8, Galaxy_28) 89°W, i=0.8° — Intelsat — LS 1300 — 
Intelsat
```

1. AMC 3 — 273,0 — SES Americom — AS 2100 — http://www.ses-americom.com/

```
XM_3 (Rhythm) 85°W, i=0° — XM Radio — HS 702 — 
http://xmradio.ca/
```

1. AMC 2 — 275,0 — SES Americom — AS 2100 — http://www.ses-americom.com/
2. Brasilsat B3 — 276,0 — StarOne Brasil — HS 376 — http://www.starone.com.br/
3. AMC 9 — 277,0 — SES Americom — SB 3000B3 — http://www.ses-americom.com/
4. Nimiq 2 — 278,0 — Télésat — AS 2100 — http://www.anik-f1.ca/fre/satellites/index.htm
5. Nimiq 3 — 278,0 — Télésat — HS 601 — http://www.anik-f1.ca/fre/satellites/index.htm
6. AMC 18 — 280,0 — SES Americom — AS 2100 — http://www.ses-americom.com/
7. AMC 5 — 281,0 — SES Americom — SB 2000 — http://www.ses-americom.com/
8. EchoStar 4 — 283,0 — Dish Network — AS 2100 — http://www.dishnetwork.com/content/aboutus/satellites/index.shtml
9. Galaxy 4R — 283,2 — PanAmSat — HS 601 — http://www.panamsat.com/
10. GOES 12 — 285,0 — — - — http://www.osd.noaa.gov/GOES/
11. Galaxy 9 — 285,8 — PanAmSat — HS 601 — http://www.panamsat.com/
12. Galaxy 17 (en) — 286,0 — PanAmSat — SB 3000B3 — http://www.panamsat.com/
13. SBS 6 — 286,0 — PanAmSat — - — http://www.panamsat.com/
14. DirecTV 1 — 287,5 — DirecTV — HS 601 — http://www.directv.com/
15. AMC 6 — 288,0 — SES Americom — AS 2100 — http://www.ses-americom.com/
16. Nahuel 1 — 288,2 — Télésat — SB 2000 — http://www.anik-f1.ca/fre/satellites/index.htm
17. Brasilsat B1 — 290,0 — StarOne Brasil — HS 376 — http://www.starone.com.br/
18. StarOne C2 — 295,0 — Brasilsat — SB 3000B3 — Star One C2
19. Brasilsat B2 — 295,0 — StarOne Brasil — HS 376 — http://www.starone.com.br/
20. StarOne C1 — 295,0 — Brasilsat — SB 3000B3 — http://www.starone.com.br/

```
Estrela do Sul 1 move << — ANATEL Brasil — - — 
http://www.anatel.gov.br/satelite/default.asp?CodArea=34&CodPrinc=1
```

1. EchoStar 3 — 298,5 — Dish Network— AS 7000 — http://www.dishnetwork.com/content/aboutus/satellites/index.shtml
2. Rainbow 1 — 298,5 — Dish Network — - — http://www.dishnetwork.com/content/aboutus/satellites/index.shtml
3. Amazonas 1 — 299,0 — Hispasat — ES 3000 — http://www.hispasat.com/
4. PAS 9 — 302,0 — PanAmSat — HS 601 — http://www.panamsat.com/
5. Intelsat 805 — 304,5 — Intelsat — AS 7000 — Intelsat
6. Intelsat 707 — 307,0 — Intelsat — LS 1300 — Intelsat
7. Intelsat 705 — 310,0 — Intelsat — LS 1300 — Intelsat
8. PAS 1R — 315,0 — PanAmSat — HS 702 — http://www.panamsat.com/
9. PAS 3R — 316,9 — PanAmSat — HS 601 — http://www.panamsat.com/
10. PAS 6B — 317,0 — PanAmSat — HS 601 — http://www.panamsat.com/
11. NSS 806 — 319,5 — SES Newskies — AS 7000 — http://www.ses-newskies.com/
12. AMC 12 — 322,5 — SES Americom — SB 4000C3 — http://www.ses-americom.com/
13. Intelsat 903 — 325,5 — Intelsat — LS 1300 — Intelsat
14. Intelsat 801 — 328,5 — Intelsat — AS 7000 — Intelsat
15. Hispasat 1C — 330,0 — Hispasat — SB 3000B2 — http://www.hispasat.com/
16. Hispasat 1D — 330,0 — Hispasat — SB 3000B2 — http://www.hispasat.com/
17. Spainsat — 330,0 — Hispasat — LS 1300 — http://www.hispasat.com/
18. Intelsat 907 — 332,5 — Intelsat — LS 1300 — Intelsat
19. Intelsat 905 — 335,5 — Intelsat — LS 1300 — Intelsat
20. NSS 7 — 338,0 — SES Newskies — AS 2100 — http://www.ses-newskies.com/
21. Intelsat 901 — 342,0 — Intelsat — LS 1300 — Intelsat
22. Inmarsat 3 F2 — 344,5 — Inmarsat — AS 4000 — Inmarsat
23. Telstar 12 — 345,0 — Loral Skynet — - — http://www.loralskynet.com/glb_fleet.asp
24. Express A4 — 346,0 — RSCC — Ekspress-AM — http://www.rscc.ru/en/
25. Atlantic Bird 1 — 347,5 — Eutelsat — Italsat-Bus — Eutelsat
26. Express A3 — 349,0 — RSCC — Ekspress-AM — http://www.rscc.ru/en/
27. Atlantic Bird 2 — 352,0 — Eutelsat — SB 3000B2 — Eutelsat
28. Atlantic Bird 4 — 352,8 — Eutelsat — ES 2000 — Eutelsat
29. Nilesat 101 — 353,0 — NileSat — ES 2000 — http://www.nilesat.com.eg/
30. Nilesat 102 — 353,0 — NileSat — ES 2000 — http://www.nilesat.com.eg/
31. Eutelsat 5 West A (ex Atlantic Bird 3) — 355,0 — Eutelsat — SB 3000B3 — Eutelsat
32. Eutelsat 5 West B — 355,0 — Eutelsat — NGIS GEOStar-2e — Eutelsat
33. Amos 1 — 356,0 — RRSat Israel — Amos-bus — http://www.rrsat.com/amos.htm
34. Amos 2 — 356,0 — RRSat Israel — Amos-bus — http://www.rrsat.com/amos.htm
35. Meteosat 8 — 356,6 — Eumetsat — MSG — EUMETSAT
36. Star One C1 — 358,5 — StarOne Brasil — SB 3000B3 — http://www.starone.com.br/
37. Intelsat 10-02 — 359,0 — Intelsat — ES 3000 — Intelsat
38. Thor 2 — 359,2 — TelenorSBC — HS 376 — http://www.telenorsbc.com/
39. Thor 3 — 359,2 — TelenorSBC — HS 376 — http://www.telenorsbc.com/

Plusieurs satellites de cette liste sont des satellites météorologiques avec les télécommunications comme fonction secondaire.

## Constructeurs - Plates-formes
- Lockheed Martin Space Systems, devenu Astro Space : AS 2100, AS 3000, AS 4000, AS 5000, AS 7000
- Aerospatiale, devenue Alcatel Space, puis Alcatel Alenia Space, puis Thales Alenia Space : Météosat, Météosat seconde génération (MSG), Spacebus SB 2000, SB 3000, SB 4000
- Hughes Space and Communications, devenu maintenant Boeing Satellite Development Center (en) : HS 376, HS 601, HS 702, maintenant Boeing 702
- EADS Astrium Satellites : Eurostar ES 1000, ES 2000, ES 3000
- Space Systems/Loral : LS 1300
- Northrop Grumman
- Orbital Sciences Corporation (OSC) : Starbus-C